# Philippe Higonet
Philippe Higonet  né à Saint-Geniez-d'Olt le 5 mai 1782 et décédé le 12 février 1859 à Aurillac, est un général et homme politique français,,.

## Biographie

### Jeunesse
Fils de Joseph Higonet, maître apothicaire, et de Marie Massabuau, Philippe Higonet naît le dimanche 5 mai 1782, à Saint-Geniez-d’Olt dans l'Aveyron. Il naît dans d'une fratrie de 9 enfants et est le frère cadet du futur colonel Joseph Higonet. Il quitte le laboratoire de son père à 21 ans pour rejoindre le camp militaire de Boulogne, où Napoléon assemble sa « Grande Armée ». Il s'engage alors, le 20 avril 1804, dans le  4e Régiment d'Infanterie de Ligne. Il est aussitôt nommé caporal, puis sergent le 30 juin 1804,.

### Guerres napoléoniennes
Le 9 février 1805, il est affecté avec le grade de lieutenant au 108e Régiment d'Infanterie de Ligne qui est commandé par le colonel Joseph Higonet, son frère aîné. Il fait partie du 3e corps du Maréchal Davout. Le 8 novembre 1805, il participe combat de Maria-Zell où sa conduite est qualifiée « d’audacieuse et brillante ». Quelques jours plus tard, le 2 décembre 1805, il se signale encore à la bataille d’Austerlitz où il est blessé d’un coup de feu à la cuisse droite,.
Higonet est nommé capitaine le 4 janvier 1806 et est fait chevalier de la Légion d’Honneur le 14 mai 1806. Lors de la bataille d’Auerstaedt (14 octobre 1806), le capitaine Higonet fait preuve d’habileté et d’audace, mais son frère, le colonel Joseph Higonet, y trouve la mort (son nom sera plus tard gravé sous l'arc de triomphe de l'Étoile, pilier Est, colonne 18). Il se distingue encore le 8 février 1807 lors de la bataille d'Eylau, où il est à nouveau blessé à la jambe gauche et au bas-ventre. En 1809, il participe aux batailles d’Eckmühl (21-22 avril 1809) et de Wagram (5-6 juillet 1809). Sa conduite héroïque est récompensée le 22 juin 1809 par son affectation au 1er Régiment de Grenadiers à pied de la prestigieuse Garde Impériale,.
En 1812, il est encore capitaine des Grenadiers de la Garde impériale lorsqu'il participe à la campagne de Russie. Il revient avec un pied gelé et le grade de major en second. Lors la campagne d’Allemagne, il prend part au siège de Hambourg en septembre 1813. Le 1er mars 1814, juste avant l'abdication de l’empereur Napoléon Ier, le maréchal Davout l’élève au grade de colonel, le considérant comme « l’un des plus brillants officiers de l’armée »,.
Lors de la première Restauration, le roi Louis XVIII lui décerne la croix de Chevalier de l’Ordre de Saint Louis. Peu de temps après, le colonel reçoit le commandement de l’Aveyron. Mais lorsque Napoléon revient de l'île d’Elbe, le Maréchal Davout, ministre de la Guerre durant les Cents-Jours, place le colonel Higonet à la tête du 10e Régiment d'infanterie, puis de son ancien 108e Régiment d'Infanterie de Ligne. Il se distingue alors à la bataille des Quatre Bras (16 juin 1815), où il est blessé deux fois, puis à la bataille de Waterloo (18 juin 1815), alors que l’armée française est en déroute,.

### Sous la Restauration
Après la seconde abdication de Napoléon, Philippe Higonet se rallie à Louis XVIII, qui le désigne pour former et commander la Légion du Cantal le 19 août 1815. Le 8 juin 1816, il se marie à Augustine, la fille du Baron Jean-François de Jujeals de Peyrac de Veillan. Le roi Louis XVIII le fait baron peu de temps après. Il choisit alors pour devise de ses armoiries « Virtus, labor, pietas ». Il est également fait officier de la Légion d’Honneur cette même année 1816.
Le commandement du 9e Régiment d'infanterie de Ligne est alors confié au colonel Philippe Higonet, avec lequel il participe en 1823 à l’expédition d’Espagne. Le 11 août 1823, il est promu maréchal de camp (général de brigade) en récompense de ses actes de bravoure lors du siège de Pampelune. Lors du siège de San Sébastien le 3 septembre 1823, il obtient la capitulation de la ville le 28. La campagne terminée, il rentre alors en France en mars 1823. L’année suivante, le 8 juin 1824, il est promu Commandeur de l’Ordre de la Légion d’Honneur et élevé à la dignité de Grand Officier de l’Ordre de Saint Ferdinand d’Espagne,.

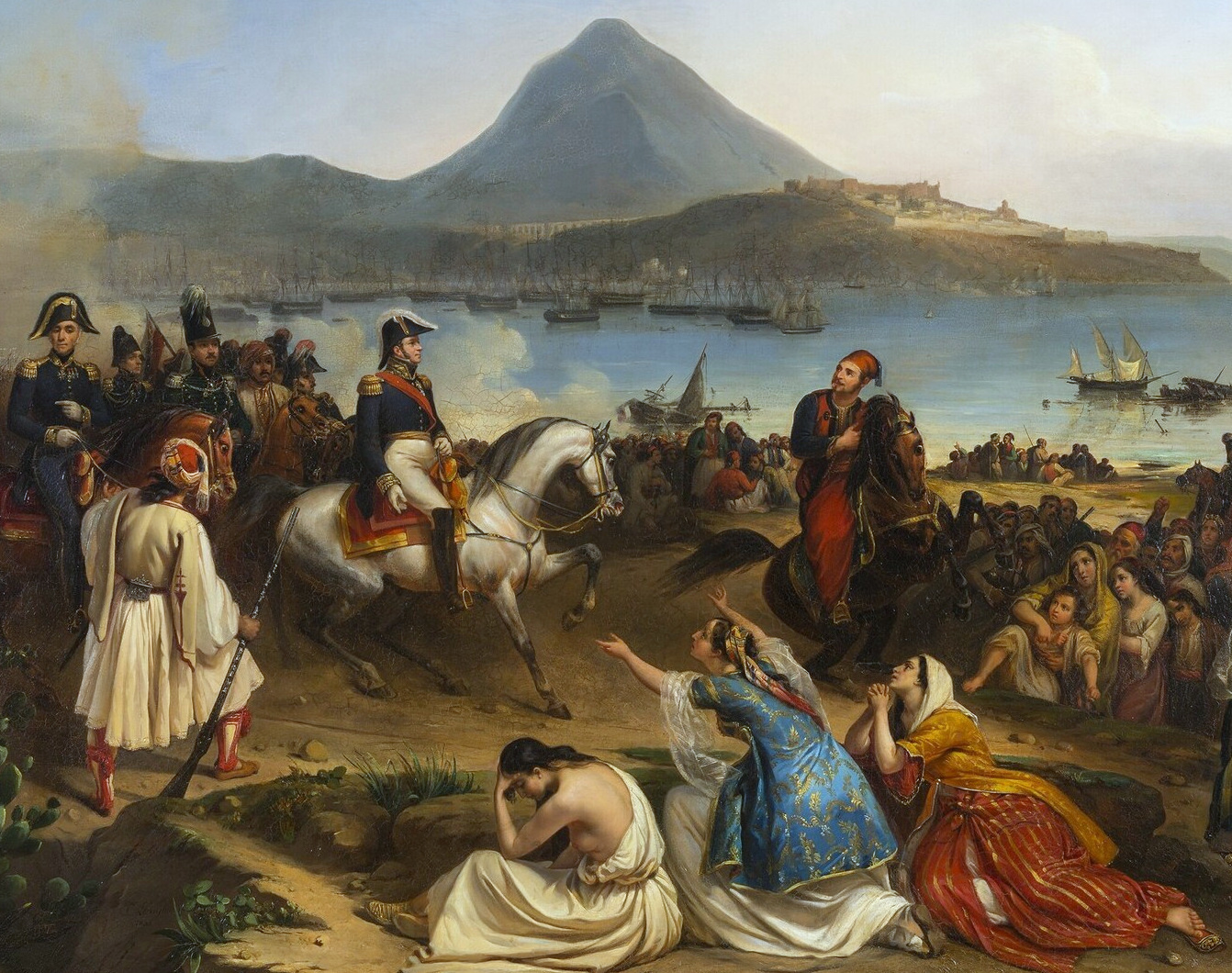
L’expédition française de Morée en 1828 (par Jean-Charles Langlois)

Par ordonnance du 24 juillet 1828, il est ensuite envoyé en Grèce en tant que maréchal de camp pour participer à l'expédition de Morée (1828), sous les ordres du Maréchal Maison, lors de la guerre d'indépendance grecque,. À la tête de la 2e brigade des forces expéditionnaires, il libère des troupes d'occupation turco-égyptiennes d'Ibrahim Pacha la ville de Navarin (le 7 octobre 1828), puis leur prend le « château de Morée » de Patras (le 30 octobre 1828). Dans cette dernière ville où il stationne quelques mois, il fait établir des commissions de santé pour la population grecque libérée mais souffrante, et parvient même, en décembre 1828, à contenir une épidémie de peste qui se développe dans les villages montagneux de Kalávryta et de Vrachní. Il quitte finalement le sol grec après quatre mois de mission dans le Péloponnèse, le 9 janvier 1829, après avoir totalement libéré la Grèce de l'occupant,,,. Au cours de cette campagne, le 22 février 1829, il est promu par le roi Charles X Commandeur de l'Ordre royal et militaire de Saint-Louis, puis à son retour en France, Commandeur de l'Ordre du Sauveur par le nouvel État grec indépendant, en 1830,.

### Activités parlementaires
Peu de temps avant expédition de Morée, en tant que Président du collège électoral du Cantal, il avait été élu député (favorable à Charles X) dans le 1er arrondissement de ce département (Aurillac), le 17 novembre 1827,. Il est réélu pour un deuxième mandat de député le 23 juin 1830.
Mais à la suite de la révolution des « Trois Glorieuses » de juillet 1830, il démissionne de son mandat de député, le 12 août 1830, et choisit l'exil de l'intérieur. Après la révolution de 1848, il sort de sa retraite et tente de se faire réélire pour un mandat de représentant du peuple à l'Assemblée nationale législative de la Deuxième République, mais sans succès cette fois,.

### Dernières années
Après sa démission de son mandat de député le 12 août 1830, Philippe Higonet est mis dans le cadre de disponibilité, se retire à Aurillac et se consacre alors, dix-huit ans durant, à l’administration du domaine du château de Veyrac, auquel il apporte de nombreuses améliorations, et s'occupe exclusivement d'agriculture, devenant président de la Société d'agriculture du Cantal.
Le 30 mai 1848, il est admis à la retraite comme général de brigade.
Il soutient la candidature de Louis-Napoléon Bonaparte lors de la présidentielle de décembre 1848, mais refuse de lui prêter serment après son coup d'État du 2 décembre 1851. Il passe alors les dernières années de sa vie à Aurillac. À la suite des blessures reçues en février 1807 lors de la bataille d'Eylau qui le font souffrir cruellement, il meurt le 12 février 1859 à Aurillac, à l'age de 77 ans. Il est enterré au cimetière Massigoux de la ville. Sur une face de la stèle, son nom et ses distinctions honorifiques sont encerclées par une mandorle (amande ovale) sur laquelle sont inscrits les noms de ses principales batailles : Maria-Zell, Austerlitz, Eylau, Les Quatre Bras, San Sébastien, Pampelune, Navarin et le Château de Morée.

## Distinctions
- 1er Baron Higonet (1816)
- Député du département du Cantal (1827-1830)
- Général de brigade de l'armée Française
- Décorations françaises :
  -  Commandeur de l'Ordre royal et militaire de Saint-Louis (22 février 1829).
  -  Chevalier de la Légion d'honneur (14 mai 1806).
  -  Officier de la Légion d'honneur (1816).
  -  Commandeur de la Légion d'honneur (8 juin 1824).
- Décorations étrangères :
  -  Grand officier de l'Ordre de Saint-Ferdinand (Espagne) (1823)
  -  Commandeur de l'Ordre du Sauveur (Grèce) (1834)